# Ernst Schwarz (Politiker, 1904)

Ernst Schwarz

Ernst Schwarz (* 13. April 1904 in Holzappel; † 5. April 1941 in Couvron, Frankreich) war ein deutscher Politiker (NSDAP).

## Leben
Nach dem Besuch der Volksschule in Holzappel absolvierte Schwarz eine dreijährige kaufmännische Lehre in Diez an der Lahn. Anschließend besuchte er ein Jahr lang die höhere Handelsfachklasse der „Dr. Zimmermannschen Handelsschule“ in Koblenz. Die Sekundareife erwarb er durch Selbststudium. Später arbeitete Schwarz als Angestellter bei den Rombacher Hüttenwerken und bei Henkel & Cie, Persilwerke Düsseldorf.
1929 wurde Schwarz Stadtverordneter für die NSDAP in Düsseldorf. Nach 1933 war er in der Gau-Verwaltung im Gau Düsseldorf tätig, wo ihm die Leitung der Referats „Alte Garde“ oblag. Von November 1933 bis zu seinem Tod 1941 saß er zudem als Abgeordneter für den Wahlkreis 22 (Düsseldorf Ost) im nationalsozialistischen Reichstag. Sein Mandat wurde anschließend bis Dezember 1944 von Carl Overhues fortgeführt.
Seit August 1933 war Schwarz außerdem Kreisdeputierter für den Landkreis Düsseldorf-Mettmann.
Schwarz starb wenige Wochen nach seinem Eintritt in die Luftwaffe.